# San Sebastián
San Sebastián (bask. Donostia, w latach 1980-2011 oficjalnie Donostia-San Sebastián) – stolica hiszpańskiej prowincji Gipuzkoa w Kraju Basków. Liczba mieszkańców wynosi 186 tys. (2011). 
Miasto było Europejską Stolicą Kultury w 2016 roku. 

## Geografia
San Sebastián położone jest w północno-wschodniej Hiszpanii nad Zatoką Biskajską, na Costa Verde, tuż przy granicy z Francją. Głównie dzięki malowniczemu wybrzeżu jest to popularna miejscowość wypoczynkowa. 

### Klimat

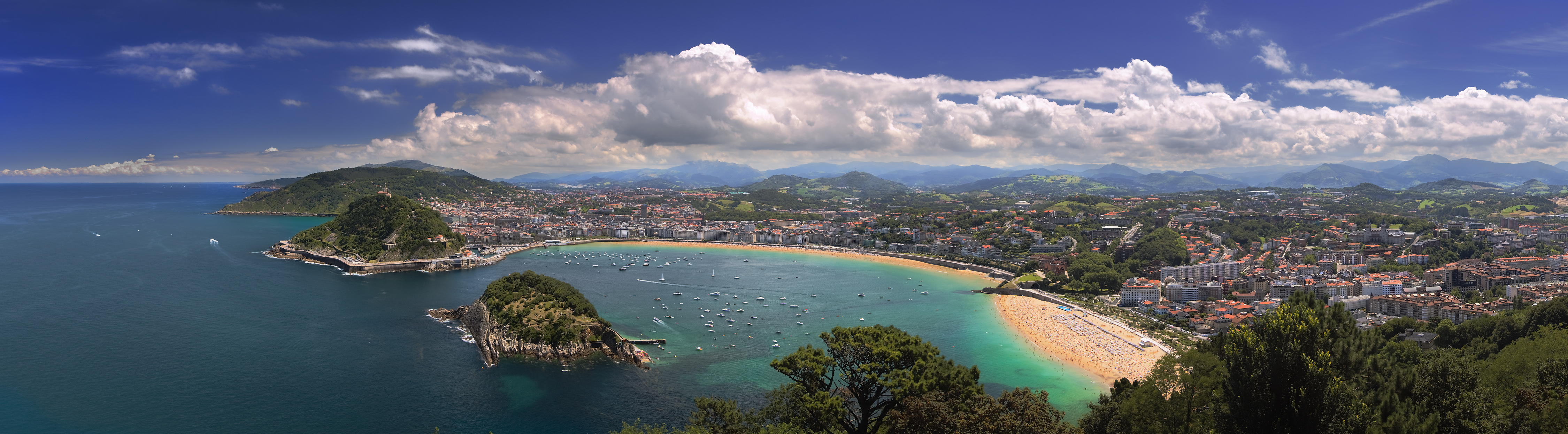
Widok na zatokę La Concha Bay

San Sebastián znajduje się w strefie klimatu subtropikalnego typu oceanicznego, z łagodnymi zimami i umiarkowanie ciepłymi latami oraz dużymi opadami. Średnia roczna temperatura wynosi 19 °C w dzień i 10 °C w nocy. Według Europejskiej Agencji Środowiska, miasto leży w obrębie Atlantyckiego regionu biogeograficznego.
Średnia temperatura najchłodniejszych miesięcy – grudnia, stycznia i lutego wynosi 13,5 °C w dzień i 5 °C w nocy.  Zimą średnia temperatura wody w zatoce wynosi około 13 °C. Opady śniegu są rzadkie, średnio 2 dni rocznie. Nocne przymrozki występują 11 razy rocznie, średnio po 2-4 dni w grudniu, styczniu i lutym. Okres z letnimi temperaturami zaczyna się w maju i kończy w październiku. W najcieplejszym miesiącu roku – sierpniu, średnia temperatura oscyluje koło 26 °C w ciągu dnia oraz 17 °C w nocy, a średnia dobowa temperatura morza wynosi 21 °C. Generalnie, zimy w San Sebastián, jak i w pozostałej części Costa Verde pod względem temperatur przypominają zimy z basenu Morza Śródziemnego np. z Monako, natomiast lato jest umiarkowanie ciepłe i przypomina lato z północnej połowy Europy np. Paryża.
San Sebastián ma aż 1649 mm deszczu rocznie oraz ponad 138 dni deszczowych rocznie przy opadach ≥1mm. Przez większość roku opady występują średnio przez kilkanaście dni miesięcznie. Klimat San Sebastián charakteryzuje się dużą ilością deszczu, jak i dni deszczowych w skali europejskiej. Średnia roczna wilgotność wynosi 74%, od 70% w marcu do 76% w listopadzie. Miasto ma 1750 godzin czystej słonecznej pogody rocznie, od 81 h (2,5 godziny dziennie, około dwa razy więcej niż w Polsce) w grudniu do 198 h (średnio 6,4 godziny  czystego słońca na dobę, około kilkanaście procent mniej niż w Polsce) w lipcu. Jest to jedno z najniższych wartości słonecznych w Europie Południowej.
| Miesiąc | Sty  | Lut  | Mar  | Kwi  | Maj  | Cze  | Lip  | Sie  | Wrz  | Paź  | Lis  | Gru  | Roczna |
| --- | ---- | ---- | ---- | ---- | ---- | ---- | ---- | ---- | ---- | ---- | ---- | ---- | ------ |
| Średnie temperatury w dzień [°C]                                                                                                | 13.1 | 13.8 | 16.1 | 17.5 | 20.7 | 23.1 | 25.1 | 25.7 | 24.0 | 21.0 | 16.2 | 13.5 | 19,2   |
| Średnie dobowe temperatury [°C]                                                                                                 | 8.9  | 9.4  | 11.6 | 13.0 | 16.2 | 19.0 | 21.0 | 21.5 | 19.4 | 16.4 | 12.0 | 9.6  | 14,8   |
| Średnie temperatury w nocy [°C]                                                                                                 | 4.7  | 5.0  | 7.0  | 8.5  | 11.8 | 14.8 | 16.9 | 17.2 | 14.7 | 11.8 | 7.8  | 5.6  | 10,5   |
| Opady [mm] | 157  | 135  | 124  | 156  | 120  | 95   | 85   | 117  | 132  | 167  | 188  | 174  | 1649   |
| Średnia liczba dni z opadami | 13.1 | 11.7 | 11.7 | 13.6 | 11.8 | 10.1 | 9.3  | 9.8  | 9.9  | 11.9 | 12.8 | 12.3 | 137,8  |
| Wilgotność [%] | 75   | 72   | 70   | 71   | 72   | 73   | 74   | 75   | 75   | 75   | 76   | 75   | 74     |
| Średnie usłonecznienie [h] | 88   | 108  | 141  | 159  | 182  | 188  | 198  | 197  | 170  | 134  | 96   | 81   | 1750   |
| Źródło: Agencia Estatal de Meteorología (liczba dni z opadami dla wartości 1 mm, wysokość 4 m n.p.m., 2 km od morza, 1981–2010) |      |      |      |      |      |      |      |      |      |      |      |      |        |

| Miesiąc | Sty  | Lut  | Mar  | Kwi  | Maj  | Cze  | Lip  | Sie  | Wrz  | Paź  | Lis  | Gru  | Roczna |
| --- | ---- | ---- | ---- | ---- | ---- | ---- | ---- | ---- | ---- | ---- | ---- | ---- | ------ |
| Średnie temperatury w dzień [°C] | 11.0 | 11.5 | 13.4 | 14.5 | 17.7 | 20.0 | 21.8 | 22.5 | 21.1 | 18.5 | 14.0 | 11.6 | 16,5   |
| Średnie dobowe temperatury [°C] | 8.5  | 8.7  | 10.3 | 11.3 | 14.4 | 16.9 | 18.9 | 19.5 | 18.0 | 15.5 | 11.3 | 9.1  | 13,5   |
| Średnie temperatury w nocy [°C] | 5.9  | 5.9  | 7.2  | 8.1  | 11.1 | 13.8 | 16.0 | 16.5 | 14.8 | 12.4 | 8.7  | 6.6  | 10,6   |
| Opady [mm] | 141  | 110  | 113  | 138  | 120  | 90   | 86   | 117  | 111  | 159  | 169  | 151  | 1507   |
| Średnia liczba dni z opadami | 13.2 | 11.6 | 12.4 | 13.4 | 12.2 | 10.6 | 9.8  | 10.5 | 10.1 | 11.8 | 13.0 | 12.4 | 141,1  |
| Wilgotność [%] | 75   | 74   | 74   | 77   | 78   | 82   | 83   | 83   | 79   | 75   | 76   | 75   | 78     |
| Średnie usłonecznienie [h] | 98   | 107  | 144  | 157  | 181  | 189  | 196  | 190  | 179  | 140  | 102  | 93   | 1816   |
| Źródło: Agencia Estatal de Meteorología (liczba dni z opadami dla wartości 1 mm, wysokość 251 m n.p.m., 1,5 km od morza, 1981–2010) |      |      |      |      |      |      |      |      |      |      |      |      |        |

| Sty  | Lut  | Mar  | Kwi  | Maj  | Cze  | Lip  | Sie  | Wrz  | Paź  | Lis  | Gru  | Rok  |
| ---- | ---- | ---- | ---- | ---- | ---- | ---- | ---- | ---- | ---- | ---- | ---- | ---- |
| 12,7 | 12,4 | 12,5 | 14,0 | 16,4 | 19,2 | 20,6 | 21,4 | 20,8 | 18,7 | 18,4 | 14,3 | 16,6 |

## Zabytki
- XVI-wieczny kościół San Vincente przy placu Konstytucji (hiszp. Plaza de la Constitución);
- ruiny twierdzy Castillo de Santa Cruz de la Mota założonej w XIII wieku na szczycie wzgórza Monte Urgull. Na murach twierdzy rozstawiono zabytkowe działa oraz umieszczono olbrzymią figurę Chrystusa.
- barokowa bazylika Santa María del Coro[7]
- neogotycka katedra Buen Pastor[8]

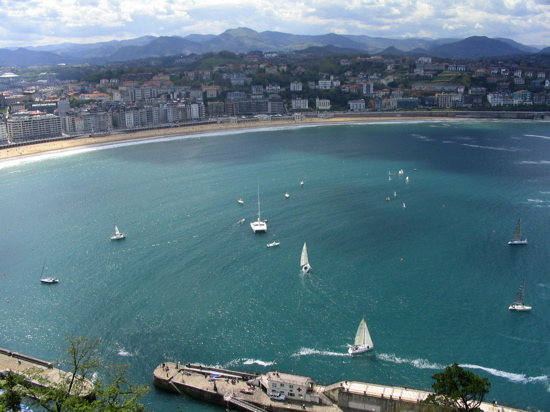
San Sebastián
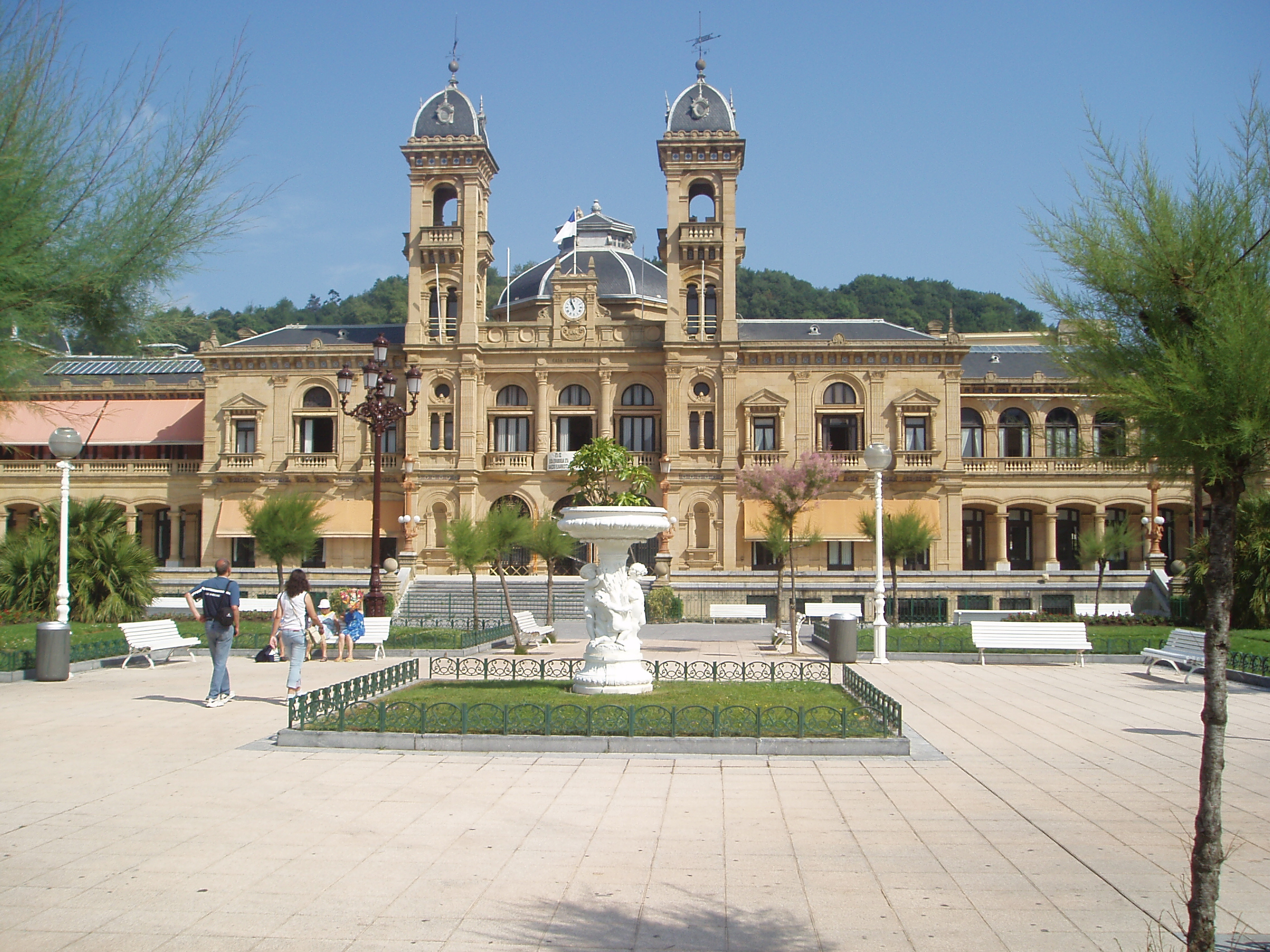
San Sebastián
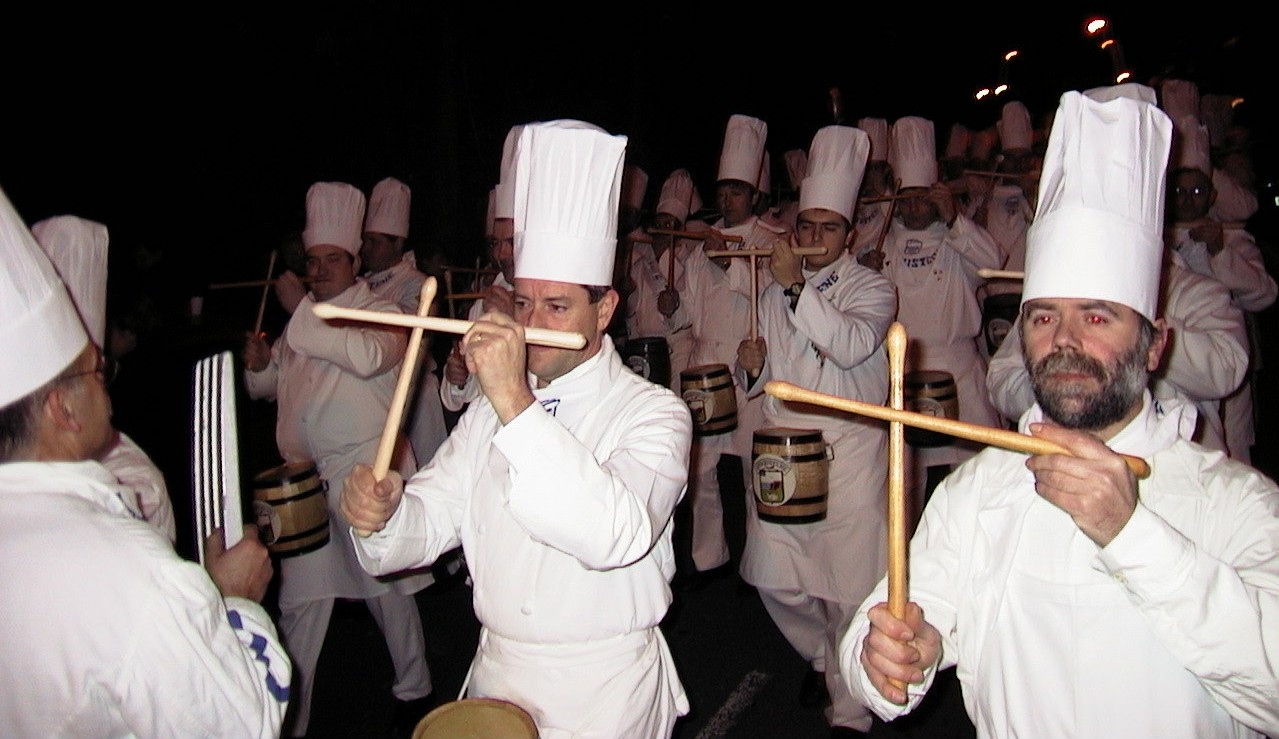
Festiwal Tamborrada
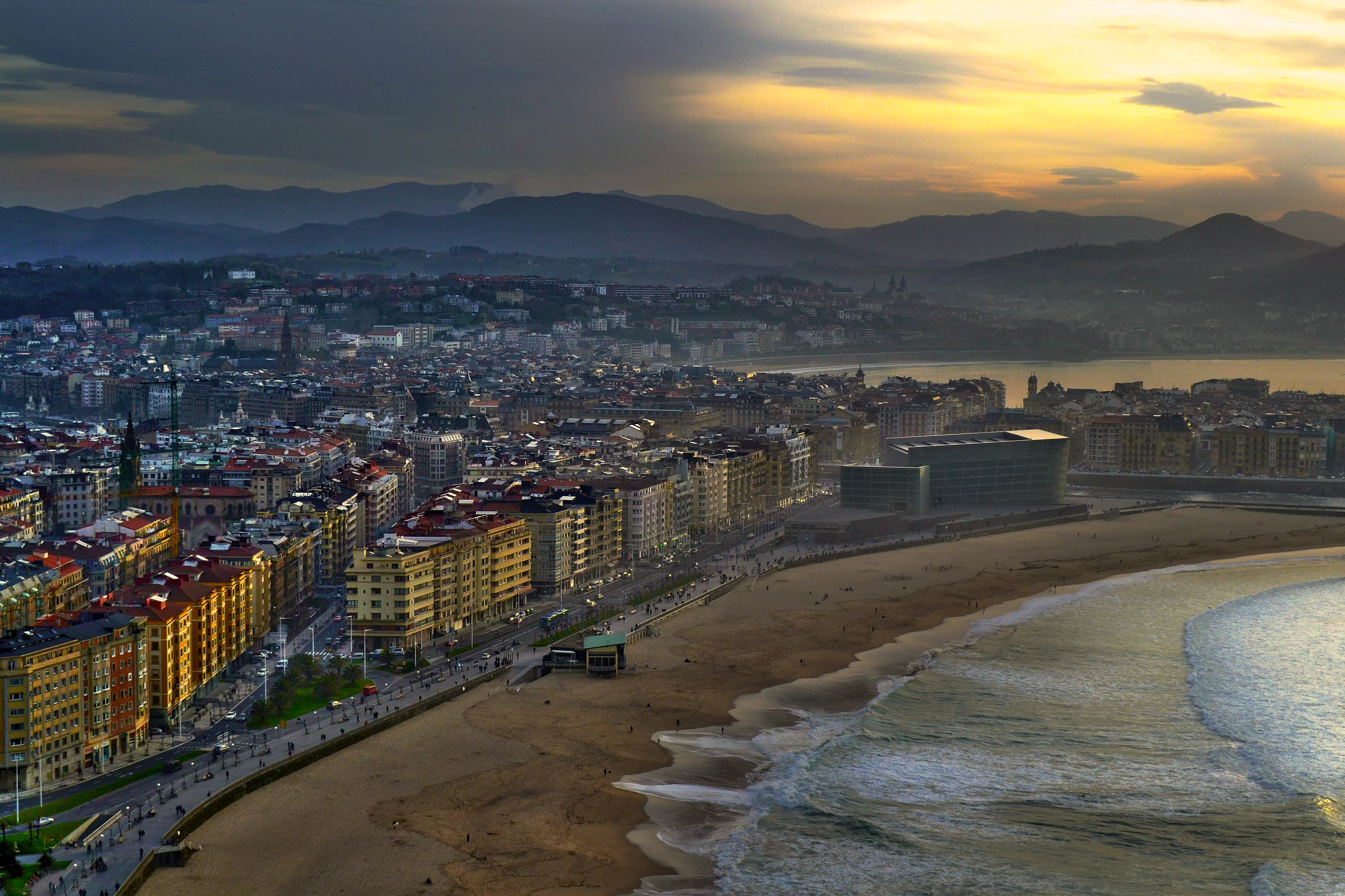
San Sebastián

## Transport
W mieście znajduje się stacja kolejowa San Sebastián.

## Kultura
Co roku 20 stycznia (w dniu św. Sebastiana) mieszkańcy miasta świętują podczas festiwalu zwanego Tamborrada. O północy na placu Konstytucyjnym na starym mieście prowadzący festiwal podnosi flagę San Sebastián, co jest znakiem do rozpoczęcia 24-godzinnej zabawy w rytmie bębnów.
W sierpniu ma miejsce tydzień semana grande (wielki tydzień). Jednym z najważniejszych jego wydarzeń jest międzynarodowy konkurs sztucznych ogni.
Od 1953 we wrześniu co roku odbywa się międzynarodowy festiwal filmowy.
21 grudnia jest dniem świętego Tomasza; jest to święto produktów regionalnych, takich jak chistorra (kiełbasa) i sidra (cydr).

## Sport
San Sebastián jest siedzibą klubu piłkarskiego Real Sociedad de Fútbol, który został założony w 1909 roku. Real Sociedad rozgrywa swoje mecze na Estadio Anoeta. Aktualnie zespół występuje w najwyższej hiszpańskiej klasie rozgrywek - Primera División. 
Od 1981 r. na trasach wokół miasta rozgrywa się jednodniowy wyścig kolarski – Clásica de San Sebastián, należący do elitarnego cyklu UCI ProTour. Wyścig ten wygrywali m.in. Lance Armstrong i Miguel Induráin. 

## Miasta partnerskie
- Daira de Bojador, Sahara Zachodnia
- Marugame, Japonia
- Plymouth, Wielka Brytania
- Reno, Stany Zjednoczone
- Trydent, Włochy
- Wiesbaden, Niemcy
- Batumi, Gruzja